# Ostfrieslandkrimis
Ostfrieslandkrimis (beim ZDF Ostfriesenkrimis) ist der Titel einer deutschen Kriminalfilmreihe, die auf Romanen von Klaus-Peter Wolf basiert und seit 2017 vom ZDF und seit 2025 auch von Arte ausgestrahlt wird. Die Hauptrolle der Ann Kathrin Klaasen spielte in den ersten drei Folgen Christiane Paul, in der vierten bis sechsten Folge Julia Jentsch. Ab der siebten Folge übernahm Picco von Groote die Hauptrolle der Ann Kathrin Klaasen. In den ersten 12 Folgen der Serie übernahm Christian Erdmann die Hauptrolle des Kommissars Frank Weller, seit Folge 13, die am 18. April 2025 ausgestrahlt wurde, wird sie von Tom Radisch gespielt.
Die Drehorte der einzelnen Folgen, die jeweils eine in sich geschlossene Handlung zeigen, liegen zum größten Teil in der Stadt Norden und ihrer näheren Umgebung. Mitunter wird aber auch an anderen Orten auf der ostfriesischen Halbinsel gedreht. Dabei werden oft markante und touristisch interessante Orte wie z. B. der Norder Marktplatz, der Hafen in Norddeich oder das in der Osterstraße gelegene Cafe ten Cate als Schauplatz gewählt. Als Domizile der jeweiligen wechselnden Protagonisten der einzelnen Folgen dienen in vielen Fällen in ländlicher Idylle gelegene Friesenhäuser oder Gulfhöfe, die dem Zuschauer ein typisches Bild der oft ein wenig schroff anmutenden weiten ostfriesischen Landschaft vermitteln. Das Dienstgebäude von Ann-Kathrin Klaasen und ihren Kollegen liegt im Zentrum der Kreisstadt Aurich, etwa 30 km von Norden entfernt.

## Handlung

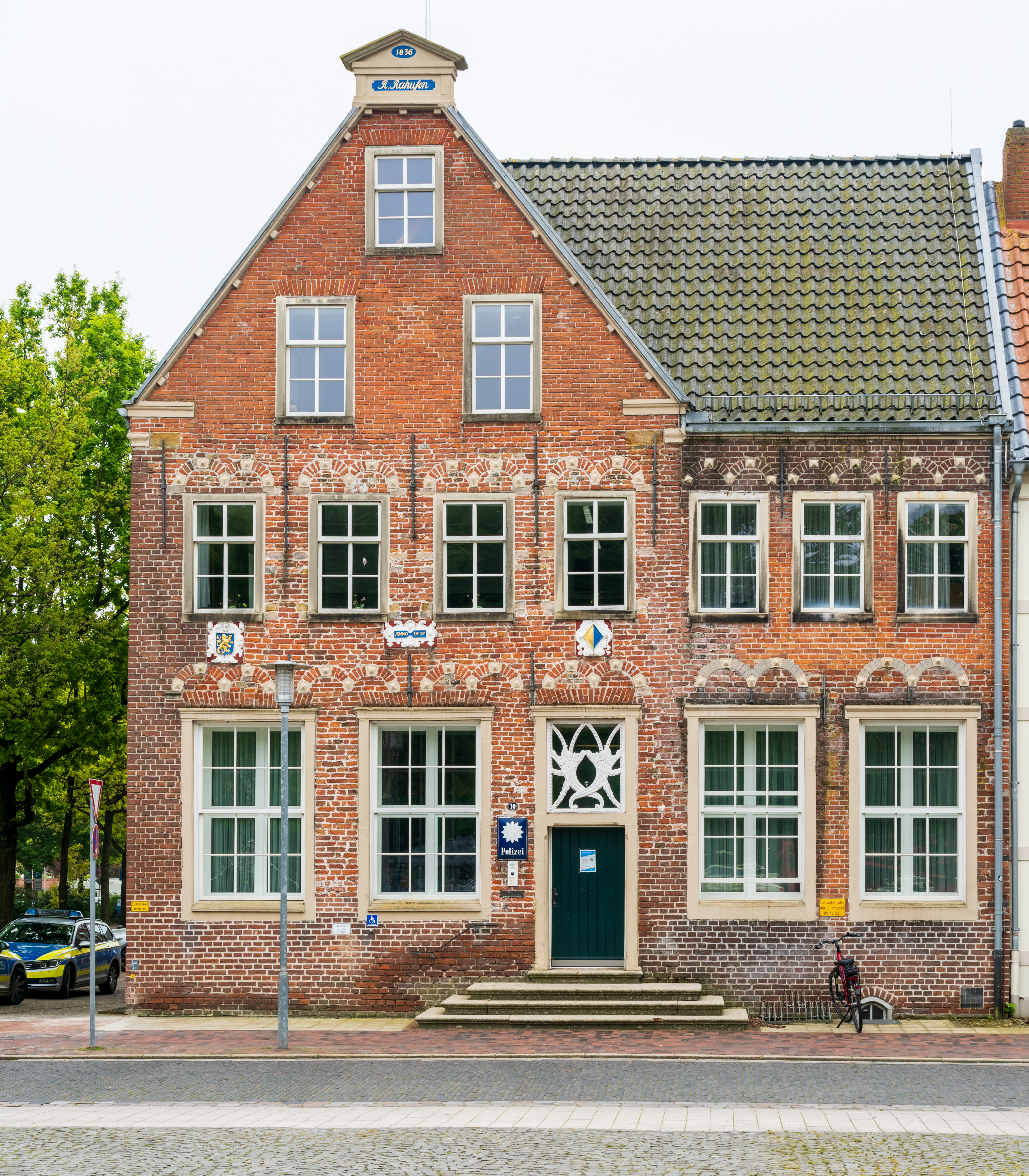
Die reale Polizeiwache in Norden ist Spielort der Serie

Die Serie handelt vom beruflichen und privaten Leben der Hauptkommissarin Ann Kathrin Klaasen, die in Norden lebt. Sie ermittelt an der ostfriesischen Küste unter der Leitung ihres Amtschefs Heide zusammen mit ihren Kollegen Weller, Rupert und Wolter. Da der Polizeiberuf Ann sehr in Anspruch nimmt, kommt es zu Beginn der Serie zu einem Zerwürfnis mit ihrem Mann, der mit dem gemeinsamen Sohn Eike zu seiner neuen Liebe zieht. In der Folgezeit enttäuscht Ann ihren Sohn aufgrund ihrer Arbeit immer wieder durch versäumte Treffen, so dass es auch hier zu einem gespannten Verhältnis kommt. Sie beginnt mit ihrem Kollegen Frank Weller ein Verhältnis, den sie schließlich in Episode 8 heiratet. 
Wie in den zugrunde liegenden Romanen werden auch tatsächlich existierende Personen in die Handlung einbezogen: Der Maurermeister Peter Grendel ist Anns Nachbar und oft zur rechten Zeit als moralisch und handwerklich helfende Hand zur Stelle. Holger Bloem, aus ostfriesischen Tageszeitungen und Magazinen bekannter Lokalredakteur, unterstützt die polizeiliche Recherchearbeit im Rahmen seiner beruflichen Tätigkeit.
Anns Vater, ebenfalls Polizist, wurde bei einem Einsatz getötet. Die Umstände blieben lange Zeit ungeklärt. Daher hat Ann zu Hause eine Gedenkstätte errichtet, an der sie sämtliche Unterlagen und ihre Erkenntnisse zu dem Fall aufgehängt hat. Ihr Vater erscheint ihr bisweilen in Visionen. Dann diskutiert sie mit ihm ihre Fälle und ihr Leben. Nach fast 15 Jahren stößt Ann in Episode 6 (Ostfriesensühne) auf die Lösung. Fortan kann sie ihre Polizeiarbeit entspannter angehen, da die Vergangenheit aufgearbeitet ist.
Weitere Visionen hat Ann, wenn sie sich in vergangene, teils prekäre Situationen von Opfern und Tätern begibt und dann dasselbe fühlt wie diese. Sie kann ihre daraus resultierenden Polizeimaßnahmen nicht vor Anderen rechtfertigen, was sie in unangenehme Situationen bis zur zeitweisen Suspendierung vom Dienst bringt. Zum Ärger ihres Kollegen Rupert hält Amtschef Heide, bisweilen auch zwiegespalten, seine Hand über ihre unkonventionellen Maßnahmen, weil er weiß, dass Ann damit erfolgreich ist. Heide ist nach einem Messerangriff in Episode 8 auf einen Rollstuhl angewiesen, bleibt aber auch im folglichen Ruhestand weiterhin in die Polizeiarbeit involviert. Neuer Chef wird in Episode 10 Martin Büscher.

## Besetzung
| Name                                 | Schauspieler                                   | Folge(n)   | Jahr                      |
| ------------------------------------ | ---------------------------------------------- | ---------- | ------------------------- |
| Hauptkommissarin Ann Kathrin Klaasen | Christiane Paul Julia Jentsch Picco von Groote | 1–3 4–6 7– | 2017–2019 2020–2022 2023– |
| Kommissar Frank Weller               | Christian Erdmann Tom Radisch                  | 1–12 13–   | 2017–2025 2025–           |
| Kommissar Rupert                     | Barnaby Metschurat                             | 1–         | 2017–                     |
| Kripochef Ubbo Heide                 | Peter Heinrich Brix Kai Maertens               | 1 2–9      | 2017 2018–2023            |
| Kripochef Martin Büscher             | Wolf Bachofner                                 | 10–        | 2024–                     |
| Marion Wolter                        | Marie Schöneburg                               | 1–         | 2017–                     |
| Eike Klaasen                         | Alexis Salsali Laurids Schürmann               | 1–6 7–     | 2014–2022 2023–           |
| Anns Vater                           | Ernst Stötzner                                 | 1–         | 2017–                     |
| Peter Grendel                        | Andreas Euler                                  | 1–         | 2017–                     |
| Holger Bloem                         | Christian Ahlers                               | 1–         | 2017–                     |
| Hero Klaasen                         | Andreas Pietschmann                            | 1–         | 2017–                     |
| Susanne Möninghoff                   | Anne Werner                                    | 1–         | 2017–                     |
| Jessi Jaminski                       | Sofie Eifertinger                              | 11–        | 2024–                     |

## Episodenliste
| Nr. | Originaltitel         | Erstausstrahlung D (ZDF) | Regie                 | Drehbuch                           | Zuschauer             |
| --- | --------------------- | ------------------------ | --------------------- | ---------------------------------- | --------------------- |
| 1   | Ostfriesenkiller      | 1. Apr. 2017             | Sven Bohse            | Florian Schumacher                 | 7,58 Mio. (25,2 % MA) |
| 2   | Ostfriesenblut        | 29. Dez. 2018            | Rick Ostermann        | Nils-Morten Osburg                 | 6,48 Mio. (20,9 % MA) |
| 3   | Ostfriesensünde       | 2. Feb. 2019             | Rick Ostermann        | Florian Schumacher                 | 7,24 Mio. (23,7 % MA) |
| 4   | Ostfriesengrab        | 15. Feb. 2020            | Stefan A. Lukacs      | Nils-Morten Osburg                 | 5,89 Mio. (20,5 % MA) |
| 5   | Ostfriesenangst       | 20. März 2021            | Hannu Salonen         | Christian Limmer                   | 7,46 Mio. (22,7 % MA) |
| 6   | Ostfriesensühne       | 2. Apr. 2022             | Sebastian Ko          | Florian Schumacher                 | 6,80 Mio. (23,2 % MA) |
| 7   | Ostfriesenmoor        | 4. Feb. 2023             | Marcus O. Rosenmüller | Christian Limmer                   | 7,71 Mio. (27,9 % MA) |
| 8   | Ostfriesenfeuer       | 27. Mai 2023             | Marcus O. Rosenmüller | Marija Erceg                       | 5,90 Mio. (28,5 % MA) |
| 9   | Ostfriesenwut         | 30. Dez. 2023            | Christine Repond      | Christian Limmer                   | 6,22 Mio. (23,5 % MA) |
| 10  | Ostfriesenschwur      | 17. Feb. 2024            | Stephan Lacant        | Ulla Ziemann, Klaus–Peter Wolf     | 6,05 Mio. (23,8 % MA) |
| 11  | Ostfriesennacht       | 28. Dez. 2024            | Johannes Fabrick      | Johannes Fabrick                   | 6,44 Mio. (25,8 % MA) |
| 12  | Ostfriesenfluch       | 5. Apr. 2025             | Stephan Lacant        | Dörte Franke, Klaus-Peter Wolf     | 4,97 Mio. (20,8 % MA) |
| 13  | Ostfriesenhölle       | 18. April 2025 (Arte)    | Katrin Schmidt        | Carola M. Lowitz                   |                       |
| 14  | Ostfriesentotenstille | 25. April 2025 (Arte)    | Katrin Schmidt        | Christian Limmer, Carola M. Lowitz |                       |

## Hintergrund
Die vorwiegend in der Nordsee-Küstenstadt Norden handelnde und gedrehte Krimiserie wird im Rahmen des ZDF-Samstagskrimis ausgestrahlt. Der Autor Klaus-Peter Wolf der zugrundeliegenden Romanreihe lebt ebenso dort. Er hat, meist mit seiner Frau, in jeder Serienepisode einen Cameoauftritt.
Als Eingang des Büros von Ann wird die Norder Polizeiwache am Marktplatz gezeigt. Als Kriminalpolizeizentrale in Aurich dient, anders als in den Romanen, nicht die dort befindliche Polizeiinspektion Aurich-Norden, sondern das Auricher Rathaus. Dabei verkehren auch Polizeifahrzeuge an dessen Hintereingang in der eigentlich hierfür gesperrten Fußgängerzone. Immer wieder werden zwischen den Handlungen typische Landschaftsaufnahmen der Nordseeküste und ihrer Tierwelt eingestreut.
Die Verfilmungen finden Rezeption in den gedruckten Romanen der Serie, wobei die Rollen-Persönlichkeiten während der Dreharbeiten in der Stadt Norden Bekanntschaft mit ihren namentlich genannten Filmschauspielern machen.

## Kritiken
Tilmann P. Gangloff wertete auf tittelbach.tv: „Das ZDF fügt seiner Vielzahl von Krimireihen, die auf Romanvorlagen beruhen, mit diesen Romanadaptionen von Klaus-Peter Wolf eine weitere hinzu.“ „Hintergrund für diese literarische Vorliebe ist nicht zuletzt die ausführliche Gestaltung der Hauptfiguren, die im Gegensatz zu den allermeisten Drehbuchprotagonisten das Ergebnis eines oft jahrelangen Reifeprozesses sind.“ Die Reihe hebe „sich von den beiden anderen Nordseekrimis des ZDF, Nord Nord Mord und Friesland, ohnehin durch die völlige Abwesenheit komödiantischer Momente ab.“